# اگاراسکیلی
اگاراسکیلی (به انگلیسی: Agharaskilly) یک منطقهٔ مسکونی در ایرلند است.